# Cyathura shinjikoensis
Cyathura shinjikoensis är en kräftdjursart som beskrevs av Nunomura 200. Cyathura shinjikoensis ingår i släktet Cyathura och familjen Anthuridae. Inga underarter finns listade i Catalogue of Life.